# 一年又一年
《一年又一年》是中国中央电视台的一档年度直播特别节目，自2002年起逢农历除夕在中国中央电视台综合频道和新闻频道播出。

## 概况
2002年2月11日（农历大年三十），《一年又一年》首次在央视新闻·综合频道播出，从当天16:00开始，到19:46结束（包括19:00《新闻联播》及之后的《天气预报》在内）。2003年，央视新闻频道开播，故从2004年除夕开始，新闻频道也开始播出《一年又一年》。但综合频道和新闻频道只在部分时段并机播出，例如综合频道直播《春节联欢晚会》时，新闻频道会继续播出《一年又一年》。现时节目通常在除夕当天上午开始，至央视春晚结束后结束。而在2003年除夕，中央人民广播电台第一套节目播出了这一节目。
《一年又一年》主持人通常由央视新闻主播轮流担任，有时还会邀请嘉宾就春节相关话题进行探讨。节目内容起初以为当天的春晚预热为主，现时则以各地迎接春节场景、春节年俗以及央视春晚筹备情况为主，同时会开放观众互动，并穿插播出当天国内外新闻。在央视春晚播出时，节目还会邀请春晚演职人员来到演播室，同时穿插同步直播春晚部分内容，与观众分享演出感受。
2022年农历除夕以后，央视新闻除夕特别节目不再以《一年又一年》命名。其中，2022年至2023年为以农历属相为主的名称《XXXX中国年》（XXXX为属相，2022年为龙腾虎跃；2023年为瑞兔迎春），2024年则为《甲辰春来 福暖四季》，2025年为《喜乐安宁中国年》。

## 播出信息
现今的一年又一年与央视新闻节目一起，覆盖除夕早晨至正月初一凌晨的24小时播出日全程，分为五段。以2025年1月28日北京时间6时至29日6时为例。
| 时间段        | 中央电视台综合频道             | 中央电视台新闻频道             |
| ------------- | ------------------------------ | ------------------------------ |
| 06:00 - 08:30 | 朝闻天下（并机播出）           | 朝闻天下（并机播出）           |
| 08:30 - 09:00 | 网络春晚重播、专题节目         | 朝闻天下                       |
| 09:00 - 12:00 | 网络春晚重播、专题节目         | 一年又一年（第一段）           |
| 12:00 - 12:30 | 新闻30分（并机播出）           | 新闻30分（并机播出）           |
| 12:30 - 16:00 | 专题节目                       | 一年又一年（第二段）           |
| 16:00 - 19:00 | 一年又一年（第三段，并机播出） | 一年又一年（第三段，并机播出） |
| 19:00 - 19:30 | 新闻联播（并机播出）           | 新闻联播（并机播出）           |
| 19:30 - 19:42 | 新闻联播天气预报（并机播出）   | 新闻联播天气预报（并机播出）   |
| 19:42 - 20:00 | 一年又一年（第四段，并机播出） | 一年又一年（第四段，并机播出） |
| 20:00 - 21:00 | 春节联欢晚会                   | 一年又一年（第四段）           |
| 21:00 - 21:30 | 春节联欢晚会                   | 新闻联播（重播）               |
| 21:30 - 00:30 | 春节联欢晚会                   | 一年又一年（第五段）           |
| 00:30 - 05:59 | 夜间综合节目                   | 一年又一年（第五段）           |
| 05:59 - 06:00 | 中华人民共和国国歌             | 中华人民共和国国歌             |